# Peter Hächler
Peter Hächler (* 25. November 1922 in Lenzburg; † 21. Februar 1999 ebenda) war ein Schweizer Bildhauer und Kulturschaffender.

## Leben und Werk

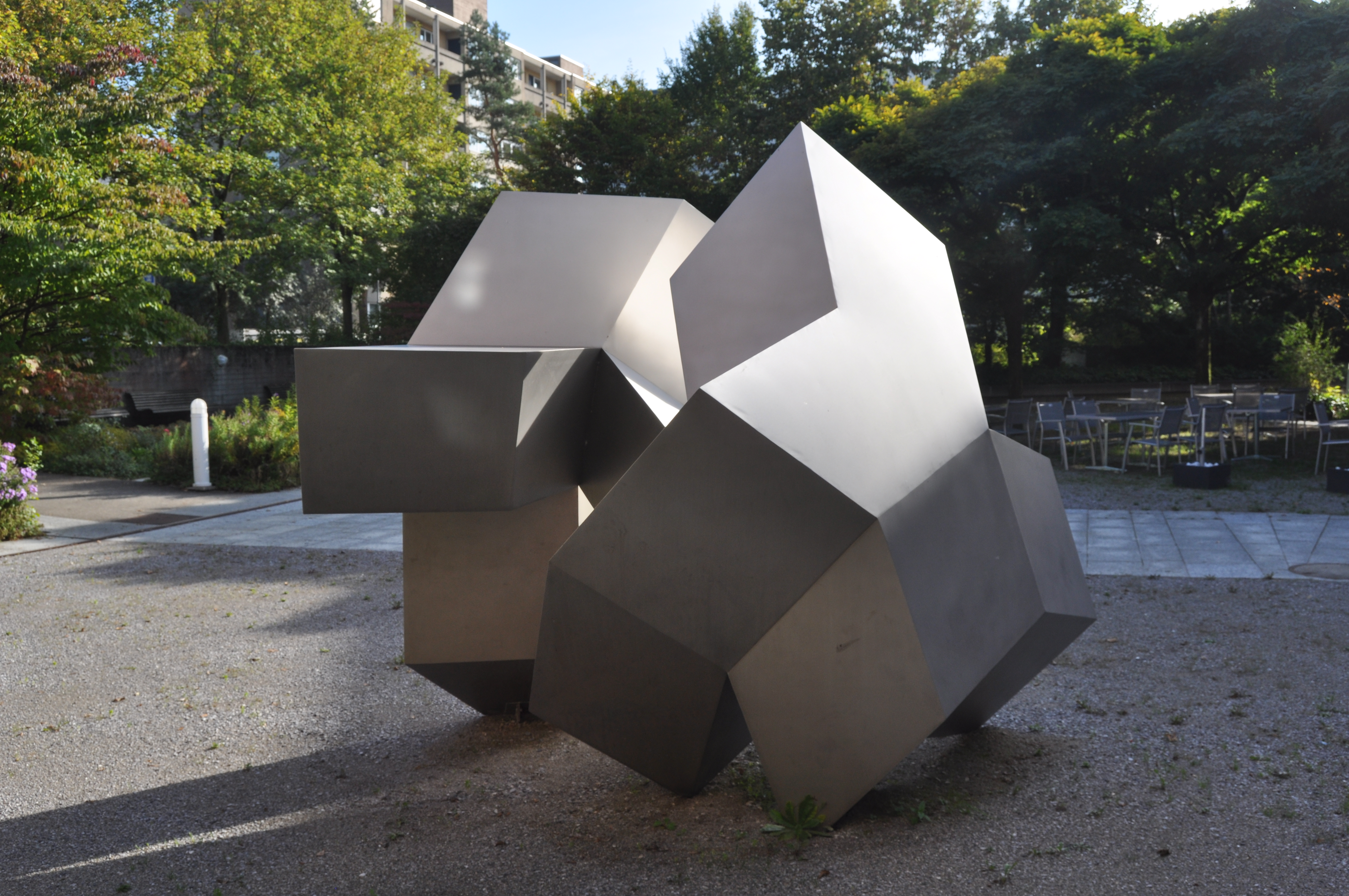
1990, Structure Animée

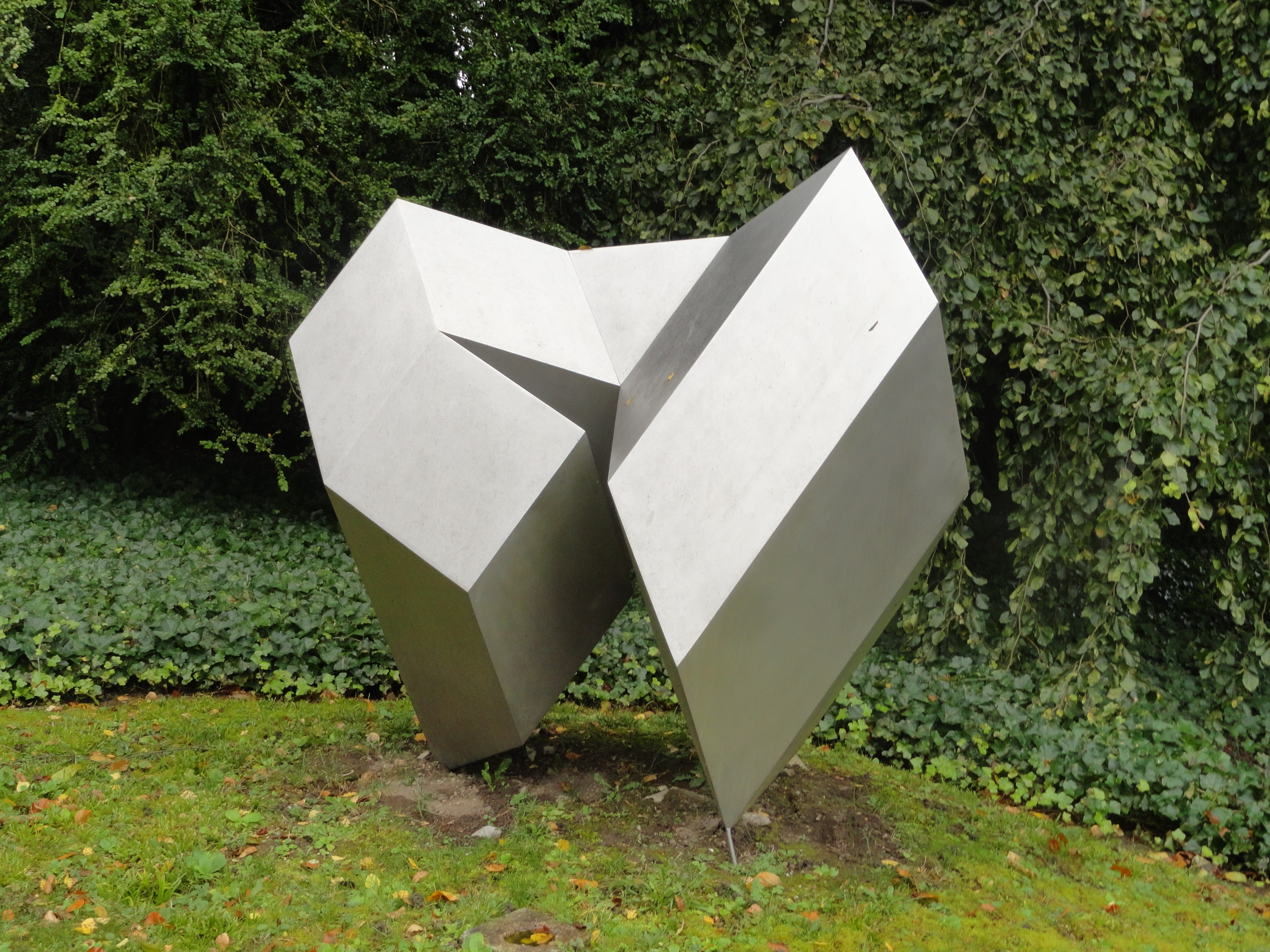
Ohne Titel, Park Villa Meier-Severini

Peter Hächler stammte aus einer alteingesessenen Familie von Handwerkern. So war sein Vater, wie viele seiner Vorfahren, Schreinermeister, und er war zudem Mitglied des progressiven Werkbundes. Hächler absolvierte die Kantonsschule Aarau. Sein Lieblingsfach war die Darstellende Geometrie. In Genf studierte er ab 1945 ein Jahr Architektur und wechselte dann an die Bildhauerklasse der École des Beaux-Arts in Genf, wo er 1949 das Diplom erhielt. Anschliessend bildete er sich bis 1951 bei Germaine Richier in Paris weiter. In diesen frühen Jahren schuf er zahlreiche Zeichnungen. In Paris hatte er Kontakt zu anderen Kunstschaffenden wie zum Beispiel Alberto Giacometti.
1958 kehrte Peter Hächler mit seiner Frau und ihren zwei Kindern nach Lenzburg zurück. Der Architekt Pierre Zoelly baute 1964 ein Einfamilienhaus für die Familie. Seine Tochter Gabrielle Hächler (* 1958) und Andreas Fuhrimann gründeten 1996 das Architekturbüro Andreas Fuhrimann Gabrielle Hächler.

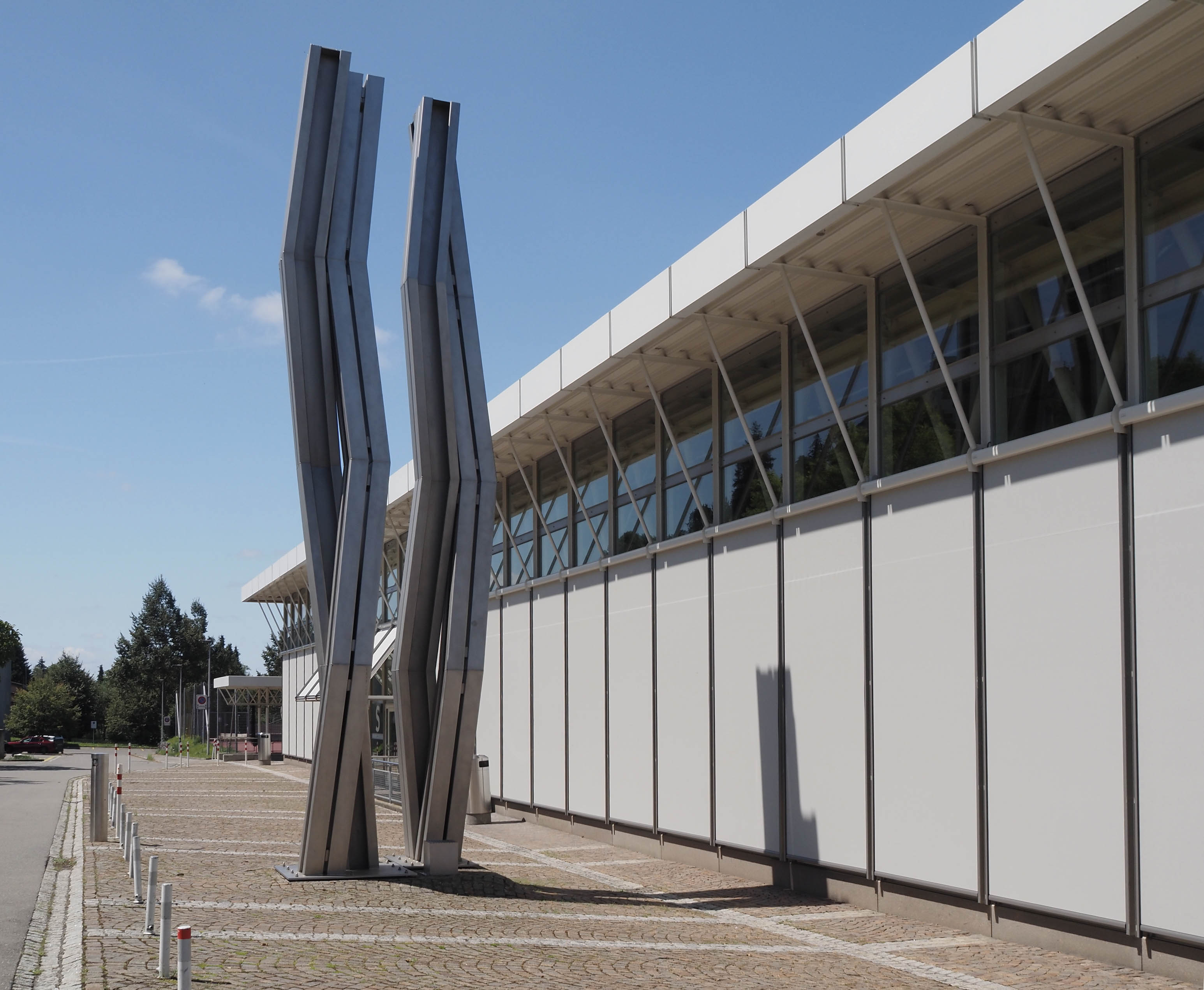
Doppelstele, bei der Sporthalle der Berufsschule Lenzburg

Ab 1969 arbeitete Hächler nach geometrischen Formen. Die Natur war für ihn Vorbild. So wie sie jeden Organismus aus identischen Molekülen generiert, baute auch Hächler seine Skulpturen auf.
Ein wichtiges Arbeitsfeld Hächlers war die Kunst am Bau, mit der sich praktisch und theoretisch befasste. Ab den 1980er Jahren benutzte er für einige Werke einige wenige Grundmodule wie den Rautenwürfel (oder die verwandten Rhomboeder) und drei- oder vierseitige Prismen sowie aus ihrer Drehung konstruierte Regelflächen-Körper.
Peter Hächler beteiligte sich an den wichtigsten Skulpturenausstellungen in der Schweiz. Viele seiner Werken befinden sich im öffentlichen Raum in Ortschaften der ganzen Schweiz; mehrere Objekte zählen zu den bedeutenden Kunstwerken im öffentlichen Raum in Lenzburg. Er entwarf ganze künstlerische Arealgestaltungen, so wie zusammen mit Ernst Häusermann und dem Maler und Bildhauer Charles Moser (* 1953) beim Kantonsspital Aarau. Beim künstlerischen Schmuck für das Berufsbildungszentrum in Weinfelden und bei der Gewerbeschule Lenzburg arbeitete er ebenfalls mit Charles Moser zusammen.

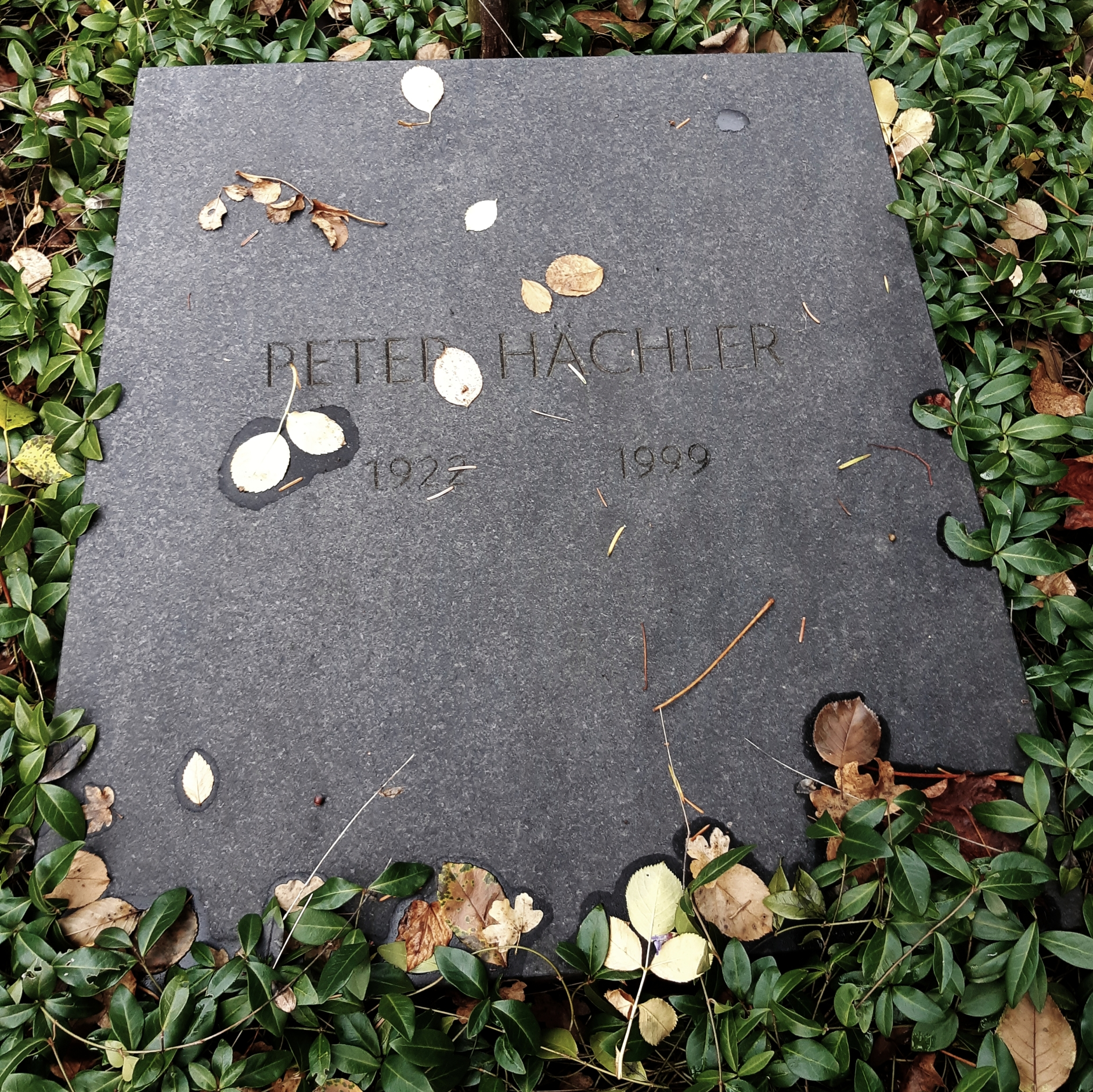
Peter Hächlers Grabmal auf dem Friedhof Lenzburg

Peter Hächler starb am 21. Februar 1999 und fand seine letzte Ruhestätte auf dem Friedhof Lenzburg.

### Soziokulturelle und kulturpolitische Tätigkeit
- In der Ortsbürgerkommission, in der Altstadtkommission und in der Kulturkommission von Lenzburg.
- In der Kulturkommission setzte er sich dafür ein, dass Heiny Widmer Nachfolger von Guido Fischer wurde.
- Als Mitglied des Aargauischen Kunstvereins und in der kantonalen Denkmalpflege.
- Im Stiftungsrat des Künstlerhauses Boswil. Er war zudem Initiant der Symposien über Kunst am Bau.
- Als Präsident der Aargauer Sektion der GSMBA und von 1983 bis 1987 Zentralpräsident der Schweizerischen GSMBA.[2]
- Als massgebliches Jurymitglied bei Wettbewerben für Kunst im öffentlichen Raum in der ganzen Schweiz.
- Als Gastdozent für sechs Monate in Tucson, Arizona.

### Stipendien und Preise
- 1951: Eidgenössisches Kunststipendium
- 1952: Eidgenössisches Kunststipendium
- 1954: Kiefer-Hablitzel-Stipendium
- 1966: Oskar-Reinhard-Preis (Handzeichnungen)
- 1971: Werkbeihilfe Kuratorium Kanton Aargau
- 1973: Preis der Biennale der Schweizer Kunst in Zürich
- 1976: Werkjahr Kuratorium des Kantons Aargau